# Conlon Nancarrow

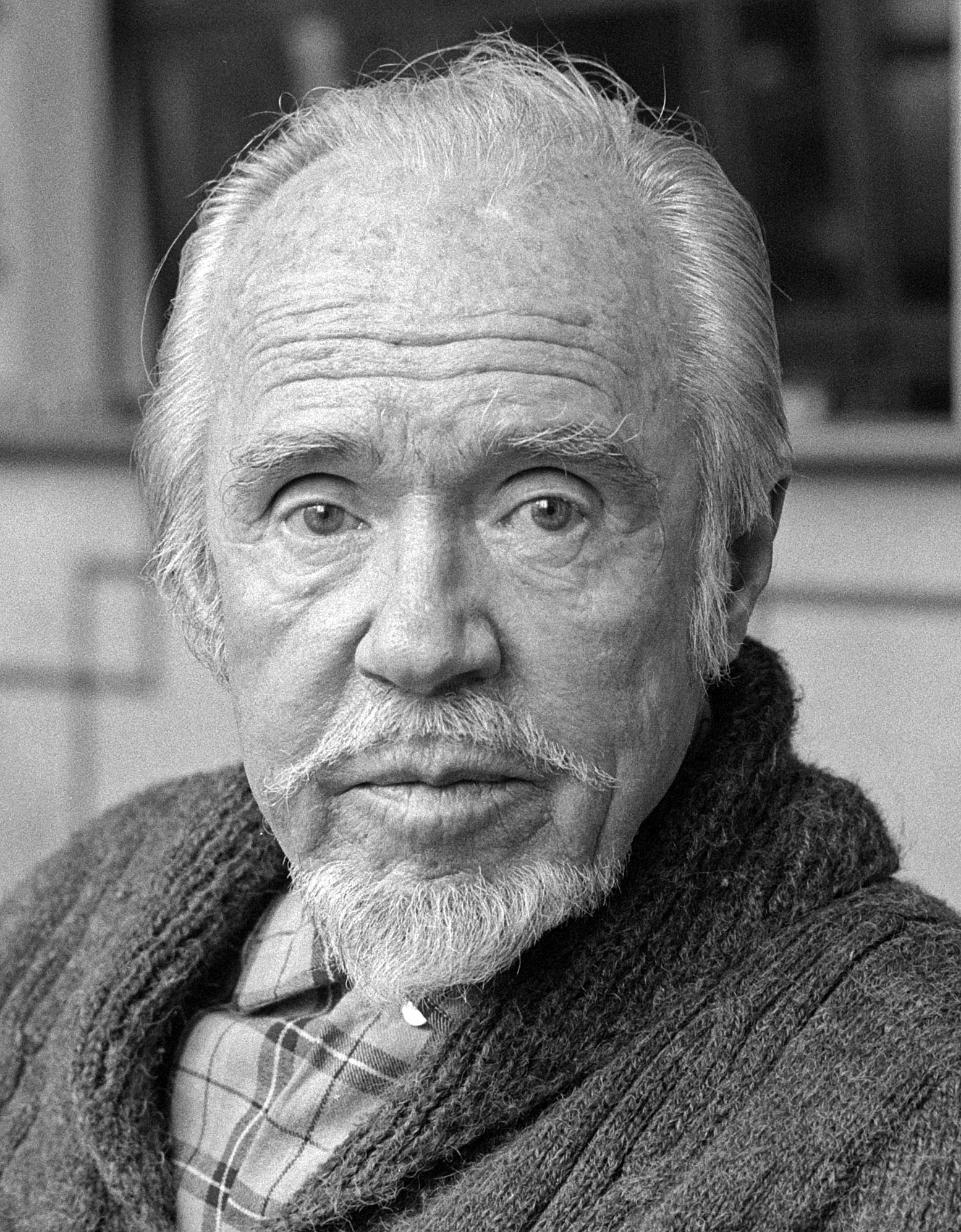
Conlon Nancarrow (1987)

Samuel Conlon Nancarrow (* 27. Oktober 1912 in Texarkana, Arkansas, Vereinigte Staaten; † 10. August 1997 in Mexiko-Stadt) war ein mexikanischer Komponist US-amerikanischer Herkunft.
Nancarrow wurde bekannt mit seinen 51 Studien (studies) für Player-Piano. Der Komponist stanzte seine Kompositionen für elektro-mechanische Selbstspielklaviere direkt in die Notenrollen der Klaviere. Die starken und breiten Papierstreifen, mit denen Nancarrow die Mechanik solcher Klaviere ansteuerte, sind in etwa vergleichbar den bei älteren Computern verwendeten Lochstreifen oder -karten. So konnte Nancarrow in Hinsicht auf Tempo, Rhythmus und Metrum neuartige musikalische Strukturen realisieren, die über die manuelle Spielfähigkeit von Pianisten weit hinausgehen.
Die Hinwendung zum vorher von Komponisten weitgehend unbeachteten Player-Piano ergab sich aus frühen Erfahrungen mit der schlechten Aufführungsqualität seiner schwierig zu spielenden Kompositionen, aber auch aus Nancarrows Situation im mexikanischen Exil, wo er von Institutionen, die moderne Musik aufführen oder Komponisten fördern, isoliert war. Ab 1947 schrieb Nancarrow ausschließlich für dieses Instrument, für das er sich eigene Werkzeuge und Stanzmaschinen baute, auch der Klang des Klavieres wurde modifiziert.

## Leben
Nancarrow begann ab 1930 ein Studium am Konservatorium von Cincinnati (Trompete). Es folgte ab 1934 ein Studium in Komposition bei Walter Piston, Roger Sessions und Nicolas Slonimsky in Boston. Er war vorübergehend Mitglied der Kommunistischen Partei der USA. 1936 reiste Nancarrow als Jazztrompeter auf einem Dampfer nach Europa. Er besuchte London, Paris und Deutschland. Als Soldat der Abraham-Lincoln-Brigade ging er 1937 nach Spanien und kämpfte dort im Bürgerkrieg auf republikanischer Seite. Nach deren Niederlage kehrte Nancarrow 1939 schwer verletzt in die USA zurück und zog dort nach New York.
Bereits ab 1938 wurden erste Werke Nancarrows publiziert.
Nach seiner Rückkehr in die USA wurde Nancarrow durch einen Artikel des Komponisten Henry Cowell auf die kompositorischen Möglichkeiten des Player-Pianos aufmerksam. Im Jahr 1947 kaufte sich Nancarrow in New York ein Player-Piano von AMPICO und ein Gerät zum Stanzen der zugehörigen Notenrollen.
Ab 1940 hatte Nancarrow, wie viele seiner ehemaligen Kameraden der Lincoln-Brigade, zunehmend politisch motivierte Schwierigkeiten in den USA. Als man ihm den Pass entziehen wollte, verließ er die Vereinigten Staaten und zog nach Mexiko, da er nicht als „Bürger zweiter Klasse“ behandelt werden mochte. Im Jahr 1948 ließ er sich endgültig in Mexiko nieder. Dort begann er mit der Komposition von Stücken für das Player-Piano. 1955 nahm Nancarrow die mexikanische Staatsbürgerschaft an.
Nachdem John Cage 1960 mit der Musik Nancarrows bekannt gemacht worden war, choreografierte Merce Cunningham, mit dem Cage in dieser Zeit viel zusammenarbeitete, einige studies. Ab 1969 wurden erste Schallplattenaufnahmen mit den studies produziert. Das Label Arch Records begann 1976 mit einer Gesamtausgabe der studies (Nr. 1–41 wurden bis 1984 veröffentlicht).
1982 wurde er MacArthur Fellow. Im gleichen Jahr stellte Nancarrow, nach Vermittlung durch den ungarischen Komponisten György Ligeti, das erste Mal seine Musik persönlich und live dem europäischen Publikum vor. Ebenfalls auf Anraten von Ligeti erwarb und restaurierte Jürgen Hocker 1983 einen originalen Ampico-Bösendorfer-Selbstspielflügel, um Nancarrows Studies for Player Piano in Konzerten aufführbar zu machen. Die erste Live-Aufführung von Nancarrows studies erfolgte 1986 anlässlich des Holland Festivals in Anwesenheit Nancarrows. Von 1987 bis 1990 folgen Konzertreisen Nancarrows mit dem Ampico-Bösendorfer-Selbstspielflügel nach Köln, Hamburg, Hannover, Berlin, Wien und Paris. Anlässlich der Donaueschinger Musiktage kam es 1994 und 1997 zur Uraufführung von Nancarrows Studies for two Player Pianos. 1997 folgte die erstmalige Aufführung des Gesamtwerks Nancarrows für Player Piano anlässlich der MusikTriennale Köln durch Jürgen Hocker. 1992 wurde Nancarrow die Ehrenmitgliedschaft der American Academy of Arts and Letters verliehen, 1993 die Ehrenmitgliedschaft der International Society for Contemporary Music ISCM (Internationale Gesellschaft für Neue Musik).
Im Jahr 1997 starb Nancarrow 84-jährig in Mexiko-Stadt. Der Nachlass von Nancarrow samt Instrumenten und seiner Stanzeinrichtung befindet sich in der Paul-Sacher-Stiftung in Basel.

## Rezeption

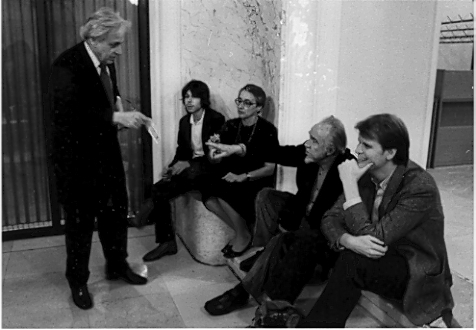
Von links nach rechts: György Ligeti, Lukas Ligeti, Vera Ligeti, Conlon Nancarrow und Michael Daugherty bei den ISCM World Music Days in Graz, Österreich, 1982

Selbst in der Szene der Neuen Musik blieb Nancarrow lange Zeit weitgehend unbekannt. Erst in den 1980er Jahren wurde sein Werk vermehrt aufgeführt und einem größeren Kreis bekannt, vor allem György Ligeti und Wolfgang Heisig förderten die Verbreitung von Nancarrows Werk.
2010 veröffentlichte der deutsche Techno-Künstler Wolfgang Voigt das durch Nancarrow stark inspirierte Album Freiland Klaviermusik, auf dem er Pianola-Klänge und Minimal-Techno-Rhythmen kombiniert.

## Nancarrows Musik
Der Stil Conlon Nancarrows unterscheidet sich grundsätzlich von dem aller anderen Komponisten der europäischen und amerikanischen Avantgarde. Sein größtes Interesse galt rhythmischen und temporalen Abläufen, und seine Musik war fast ausschließlich polyphon, d. h., mehrere Stimmen erklingen gleichzeitig, sind aber voneinander unabhängig. Das Prinzip polyphoner Musik gab es bereits vor der Renaissance, aber Nancarrow entwickelte einen eigenständigen Zugang: Die unterschiedlichen Stimmen waren meist nicht gleich schnell. Konkret heißt das z. B., dass ein Verhältnis von 4:5 zwischen zwei Stimmen herrscht: Spielt die eine Stimme vier Schläge, spielt die andere in gleicher Zeit fünf Schläge desselben Notenwerts. Oft bediente er sich der Form des Kanons, wobei beispielsweise die schnellere Stimme später einsetzte, sodass sich beide in einem gemeinsamen Endpunkt trafen. Die meisten von Nancarrows Kompositionen haben eine strikte Struktur, gewissermaßen einen „Bauplan“, der die unterschiedlichen Geschwindigkeiten in einen Rahmen fasst. Mit seinen späteren Kompositionen schuf Nancarrow Stücke von unglaublicher temporaler Komplexität; so verwendete er in seiner Study No. 33 die Quadratwurzel aus 2 als Verhältnis der Stimmen zueinander: Das Resultat sind zwei Stimmen, die sich nie treffen. Wichtig sind in diesem Zusammenhang auch die von Nancarrow geprägten Begriffe der „temporalen Konsonanz“ und „temporalen Dissonanz“. Konsonante Intervalle zeichnen sich durch unkomplizierte Teilungsverhältnisse der Saite aus (1:2 bei der Oktav, 2:3 bei der Quint …). Entsprechend sind auch temporale Konsonanzen durch ein niedriges Teilungsverhältnis gekennzeichnet; die Metren der Stimmen „treffen“ sich also häufig. Eine temporale Dissonanz wäre hingegen ein kompliziertes Verhältnis – in der Study No. 33 beispielsweise 2:√2.

## Arbeitsweise
Für das Player-Piano zu schreiben und die Rolle zu erzeugen, die vom selbstspielenden Instrument pneumatisch gelesen wird, erforderte einen immensen Arbeitsaufwand und große Präzision. Für wenige Minuten Musik sind mehrere Monate Arbeit erforderlich. Nancarrow ging hierbei in mehreren Arbeitsschritten vor:
Nachdem Nancarrow einen Plan über die temporalen Verhältnisse eines Stückes gefasst hatte, zeichnete er auf die ganze, noch leere Rolle Markierungen, die das Metrum einer jeweiligen Stimme angaben. So war es später möglich, zu sehen, wo gestanzt werden musste. Für die Markierungen fertigte er Schablonen an, die er in einem Schrank in seinem Studio aufbewahrte. Das Markieren der Rolle war schon ein sehr aufwendiger Prozess, da die Rolle über zehn Meter lang sein konnte und oft viele Stimmen gleichzeitig beteiligt sind.
In einem zweiten Schritt übertrug er alle Markierungen auf konventionelles Notenpapier. Die Markierungen mussten hier nicht so präzise sein wie auf der Rolle. Anschließend begann er zu komponieren – allerdings verwendete er hierfür eine Kurzschrift, die nur er selbst vollständig entziffern konnte. Diese Methode war speziell auf die Rolle abgestimmt, aus der Partitur konnte er dann die Rolle stanzen.
Das Stanzen der Rolle war ein unglaublich mühsamer Prozess, da ein Loch in der Rolle nur einen einzigen Staccato-Ton erzeugt. Für die Erzeugung längerer Noten war es notwendig, viele Löcher direkt hintereinander zu stanzen. Zu Beginn seiner Arbeit mit dem Player-Piano konnte Nancarrow immer nur ein Loch auf einmal stanzen, was auch seine Stücke zu einem sehr pointillistischen Stil hin beeinflusste. Später konnte er mehrere Löcher auf einmal stanzen, was ihm neue Möglichkeiten eröffnete. Besonders bemerkenswert ist, dass der lange Arbeitsprozess ihn nicht davon abhielt, Stücke mit unglaublichen Geschwindigkeiten und schnellen Notenfolgen zu schreiben.
Nancarrow hat auch konventionelle Partituren seiner Studies for Player-Piano angefertigt. Studies for Player Piano wurde in die Liste The Wire’s „100 Records That Set the World on Fire (While No One Was Listening)“ aufgenommen.